# خلدون الخشتی
خلدون الخشتی (انگلیسی: Khaldoun Al-Khashti؛ زادهٔ ۱ سپتامبر ۱۹۷۰) بازیکن هندبال اهل کویت بود.